# Conus granifer
Conus granifer é uma espécie de gastrópode do gênero Conus, pertencente à família Conidae.